# Wilhelm Cramer
Wilhelm Cramer, noto anche come William Cramer o Wilhelm Kramer (Mannheim, 2 giugno 1746 – Londra, 5 ottobre 1799), è stato un violinista e direttore d'orchestra tedesco naturalizzato inglese.

## Biografia
Wilhelm Cramer era un famoso violinista e direttore d'orchestra di Londra di origine tedesca, figlio di Johann Jacob Cramer e Sybilla Catharina Gentes. Proveniva da una famiglia numerosa che si identificava con il progresso della musica nei secoli XVIII e XIX.
Era un violinista nell'orchestra della corte e uno degli artisti più importanti della Scuola di Mannheim; nel 1772 divenne primo violino dell'Orchestra della Corte Elettorale. Su richiesta di Johann Christian Bach nel 1773 si recò a Londra con la sua famiglia dove diresse concerti alla corte e ricoprì anche la carica di direttore d'orchestra dell'opera italiana. Tenne anche concerti di musica antica e l'annuale Musical Found, in seguito ribattezzato Royal Society of Musicians.
Frequentò il salone parigino di Félicité de Genlis e incontrò la giovane pianista Marie-Emmanuelle Bayon (attorno al 1776), accompagnata dal violinista Ivan Mane Jarnowick e da uno dei fratelli violoncellisti Jean-Louis Duport e Jean-Pierre Duport.
Wilhelm Cramer è il padre del famoso pianista e compositore Johann Baptist Cramer, inglese di origine tedesca e del compositore Franz Cramer.
Cramer Street, nel quartiere londinese di Marylebone, porta il suo nome.